# Herman Karl Haeberlin
Herman Karl Haeberlin (* 11. September 1890 in Akron, Ohio; † 12. Februar 1918) war ein deutscher Anthropologe. Haeberlin galt als die Hoffnung der amerikanischen Anthropology. Seine wichtigste Hinterlassenschaft sind seine persönlichen Aufzeichnungen, denn er verstarb schon früh an Diabetes.

## Leben

### Herkunft
Haeberlins Eltern stammten aus Preußen und die Familie seiner Mutter Alma Fedderson hatte sich in Akron, Ohio angesiedelt, wo ihr Vater als Dachdecker arbeitete, ihre Mutter als Hutmacherin. Haeberlins Vater, ein deutscher Ingenieur, war 1883 dorthin zum Arbeiten gekommen und hatte 1888 die amerikanische Staatsbürgerschaft erworben. Am 19. März 1885 heiratete er Alma Fedderson. Nach der Geburt der Tochter Elsa (1886) und des Sohnes Hermann (1890) lebten sie bis Ende 1906 in Akron. Dann kehrten sie nach Deutschland zurück, um in Düsseldorf zu leben. Elsa studierte Musik, Hermann Völkerkunde.

### Studium in Leipzig und Berlin, Umzug nach Amerika, Forschungsschwerpunkte
Haeberlin begann sein Studium in Leipzig und setzte es in Berlin fort. Dort traf er 1913 Franz Boas, aber auch Karl Lamprecht und Wilhelm Wundt zählten zu seinen Lehrern. 1914 folgte Haeberlin Boas nach New York und untersuchte in seiner Dissertation Geschlechter bzw. Gendersymbole (Father Sky, Mother Earth) bei den Pueblos des Südwestens. Obwohl er sich gegen Alfred Kroebers, des führenden Boas-Schülers Dogmen wandte, bot dieser ihm eine Stellung in Berkeley an, doch gab Haeberlin diese bald auf und wandte sich ostwärts.
Haeberlin orientierte sich stärker auf die im weitesten Sinne künstlerischen Äußerungen der Kulturen und verfolgte James Teits Untersuchungen zur Korbflechtkunst der Salish-Gruppen, aber auch zur Töpferei von Culhuacan nahe der mexikanischen Hauptstadt. Zudem interessierte er sich für die Sprache der Azteken, das Nahuatl. Seine grundlegende Frage war das Verhältnis zwischen Individuum und Gesellschaft, sowie der bedeutenden Faktoren von individuellem Denken, von Fühlen und Handeln. Konzepte der Diffusionsforschung waren ihm hingegen fremd.
1916 bereiste er das Gebiet am Puget Sound im äußersten Nordwesten der USA, im Bundesstaat Washington, um anthropologischen Forschungen bei Snohomish, Snoqualmie und anderen ethnischen Gruppen in der Tulalip Reservation nachzugehen. Die Salish waren dabei deshalb interessant, weil sie in zwei Kulturarealen zugleich vertreten waren, als Küsten-Salish und als Binnen-Salish. Die Sprachfamilie war somit im Küsten-Areal und auf dem Plateau vertreten. Dazu lernte er Puget Salish, einen Dialekt der Küsten-Salish, der heute Lushootseed genannt wird. Zuvor hatte er bereits in deutschen und amerikanischen Archiven und Museen recherchiert und auch als Archäologe in Puerto Rico gearbeitet.
Zwar hatte er, wie viele seiner Kollegen, zugleich den Auftrag, indianische Artefakte zu beschaffen, doch suchte er nicht wie die meisten im äußersten Nordwesten, sondern im weniger bevorzugten Washington. Seinen Sammelauftrag hatte er vom American Museum of Natural History (AMNH) in New York. 1916 publizierte er einen ersten Aufsatz zu einem der zentralen Rituale der Region, das zu seiner Zeit noch Spirit Canoe heute jedoch Shamanic Odyssey genannt wird. Ihm folgte ein Beitrag zur Bedeutung der Silbenverdoppelung als Mittel, um Bedeutungsverschiebungen zu erreichen.
Haeberlin, der bereits 1917 schwer erkrankte, starb an Diabetes. Er wurde in Akron beigesetzt. Auf seinem Grabstein steht nur „H.K. HAEBERLIN SEPT. 11, 1890 FEB. 12, 1918“.

## Die Rolle seiner Aufzeichnungen nach seinem Tod
Seine Publikationstätigkeit wurde durch seinen frühen Tod beendet, doch erwiesen sich seine Notizen im Umfang von 42 Heften als Fundgrube. Franz Boas übergab die 41 Notizhefte – die Nr. 13 wurde erst fast 70 Jahre später wiederentdeckt – an seine Kollegin Erna Gunther. Sie brachte sie 1920 nach Seattle und veröffentlichte 1924 Haeberlins ethnographische Notizen in einer Zusammenfassung deutsch in der Zeitschrift für Ethnologie und seine Puget Sound Salish-Mythologien auf Englisch. 1930 brachte sie den deutschen Text nochmals heraus, diesmal auf Englisch. Da die Handschrift von Haeberlin inzwischen verloren gegangen war, musste sie aus dem Deutschen ins Englische zurückübersetzen. Helen Roberts veröffentlichte Haeberlins Musikforschungen.
Boas reichte Haeberlins Materialien erneut weiter, und daher befinden sie sich heute in den Händen von Gladys Reichard an der Indiana University. Sie arbeitete seinerzeit an den Coeur d’Alene von Idaho, bzw. ihrer Sprache. Mit Hilfe von Haeberlins Materialien erlangte sie ihren akademischen Abschluss bei Lawrence Nicodemus, einem Muttersprachler. Danach reichte Boas die Unterlagen – wieder kommentarlos – an Stanley Newman weiter, der gerade an der Sprache der Nuxalk arbeitete, der nördlichsten Salish-Sprache.

## Schriften
- The Idea of Fertilization in the Culture of the Pueblo Indians, Lancaster, Pennsylvania 1916 (= Memoirs ot the American Anthropological Association, Vol.III, Nr. 1, Jan.-Mar. 1916), Ph. D., Columbia University, 1915.
- SBeTeTDA'Q, A Shamanistic Performance of the Coast Salish, in: American Anthropologist 20 (1918) 249–257.
- Frederica de Laguna u A. Irving Hallowell (Hrsg.): American Anthropology, 1888-1920, Papers from the American Anthropologist, University of Nebraska Press, Lincoln 2002, S. 695–717.

## Hermann Haeberlins Aufzeichnungen
- zusammen mit Erna Gunther: Mythology of Puget Sound. In: Journal of American Folklore. Band 37, 1924, S. 371–438.
- zusammen mit Erna Gunther: Ethnographische Notizen über de Indianerstämme des Puget-Sundes. In: Zeitschrift für Ethnologie. Band 56, 1924, S. 1–74.
- zusammen mit Erna Gunther: The Indians Of Puget Sound. In: University of Washington Publications in Anthropology. Band 4, Nr. 1, University of Washington Press, Seattle, 1930, S. 1–84.
- zusammen mit James A Teit und Helen Roberts: Coiled Basketry in British Columbia and Surrounding Region. In: Bureau of American Ethnology - Annual Report. Band 41, 1928, S. 119–484.
- zusammen mit Helen Roberts: Songs of the Puget Sound Salish. In: Journal of American Folklore. Band 31, 1928, S. 496–520.